# Диаметр циркуляции

Диаметры циркуляции. Начальный курс судна — по линии А-С, тактический диаметр циркуляции — D-Е, диаметр установившейся циркуляции — F-g

Диаметр циркуляции корабля (судна) — основная характеристика поворотливости корабля (судна). Различают диаметр тактической циркуляции и диаметр установившейся циркуляции. Величина диаметра циркуляции находится в зависимости от отношения длины к ширине, площади руля и угла его перекладки, а также скорости корабля и отсутствия влияния внешних сил, таких как ветер, волнение и течение. Диаметр циркуляции измеряется в метрах, кабельтовых или длинах корпуса корабля (в среднем он составляет от 4 до 8 длин корпуса).
Тактический диаметр циркуляции — расстояние по нормали между линиями обратных курсов после поворота корабля на первые 180°. Определяется при углах перекладки руля 15 и 25°.
Диаметр установившейся циркуляции — диаметр окружности, по которой движется центр массы корабля после того, как угловая скорость и крен на циркуляции станут постоянными, обычно после поворота корабля на 180°.
Зависимость диаметра циркуляции от скорости корабля существует, но не очень велика. Например, для линкора «Нью-Мексико» тактический диаметр на скорости 10 узлов составлял 645 ярдов (~590 метров), а на скорости 21 узел — 690 ярдов (~631 метр) (чуть более трёх длин судна, что типично для боевых кораблей).